# سیارک ۱۹۳۹
سیارک ۱۹۳۹ (به انگلیسی: 1939 Loretta، نامگذاری:1974UC) هزار و نهصد و سی و نهمین سیارک کشف شده‌است که در ۱۷ اکتبر ۱۹۷۴ کشف شد.
قدر مطلق سیارک برابر ۱۰٫۸۰ است.